# Крамер, Филип Тейлор
Филип Тейлор Крамер (англ. Philip Taylor Kramer; 12 июля 1952 — около 12 февраля 1995) — бас-гитарист группы Iron Butterfly 1970-х годов. После ухода из музыки он получил образование по специальности инженера авиационно-космической техники. Работал над усовершенствованием ракеты MX по заказу Министерства обороны США. Позже работал в компьютерной индустрии; занимался разработкой методов фрактального сжатия изображений и распознавания лиц. Пропал без вести 12 февраля 1995 года. Тогда же, видимо, покончил с собой.

## Биография

### Музыкальная карьера
В 1974 году стал бас-гитаристом группы Iron Butterfly и принял участие в записи двух последних альбомов группы Scorching Beauty и Sun and Steel, которые вышли в 1975 году. Альбомы не имели успеха, и приблизительно летом 1977 года Крамер покинул Iron Butterfly. После этого с 1977 по 1980 годы он играл ещё в двух группах: Magic и Gold, где также играл ещё один бывший участник Iron Butterfly — Рон Буши. Затем Филип ушёл из музыкальной индустрии.

### Вне музыки
В 1990 году, в возрасте 38 лет, Крамер вместе с Рэнди Джексоном (братом Майкла Джексона) основал компанию Total Multimedia Inc., которая занималась разработкой сжатия данных для CD-ROM. В 1992 году компания утверждала, что разработала первый алгоритм видеокомпрессии, способный поместить полнометражный фильм на односкоростной CD. В 1994 году компания, находившаяся к тому моменту на грани банкротства, была реорганизована и наняла новое руководство. Однако Крамер продолжал там работать вплоть до своего исчезновения. Крамер принимал участие в разработке программы SoftVideo, работавшей на алгоритме фрактального сжатия, а также утверждал, что работал над проектом передачи данных со скоростью, превышающей скорость света, в продолжение попыток своего отца Рэя опровергнуть теории Альберта Эйнштейна.

## Смерть
12 февраля 1995 года Крамер прибыл в Международный Лос-Анджелесский аэропорт для встречи с инвестором. В аэропорту он провёл 45 минут, но так и не дождался инвестора. За это время Филип совершил целый ряд звонков, один из которых был в полицию, во время которого он сказал: «Я хочу убить себя».
С тех пор больше его никто не видел. После этого начались массовые поиски, стали выходить репортажи и ток-шоу, включая эпизоды шоу Опры Уинфри, America's Most Wanted, The Unexplained, Unsolved Mysteries (несколько лет спустя). Статья в журнале Skeptic сообщала о многочисленных теориях заговора касаемо его смерти.
29 мая 1999 года на дне каньона Декер близ Малибу фотографами были обнаружены автомобиль Ford Aerostar, который принадлежал Крамеру, а также останки его тела. На основании результатов судмедэкспертизы и факта звонка в полицию власти пришли к выводу, что он, вероятно, покончил с собой в тот день, когда совершил свой последний звонок.